# Droga krajowa nr 222 (Kostaryka)
Droga krajowa nr 222 (hiszp. Ruta Nacional Secundaria 222/Ruta 222) – jedna z dróg krajowych w Kostaryce. Znajduje się ona w prowincjach San José i Cartago.

## Opis
W prowincji San José droga krajowa nr 222 przebiega przez kanton Desamparados (przez dystrykty Frailes, San Cristóbal i Rosario) oraz przez kanton Aserrí (przez dystrykty Tarbaca i San Gabriel).
W prowincji Cartago droga krajowa nr 222 przebiega przez kanton Cartago (przez dystrykt Corralillo) i kanton El Guarco (przez dystykt San Isidro).